# Dolly zoom
El Dolly zoom, també conegut popularment com a: Efecte Vertigen, Efecte Tauró o Zolly Shot, és una tècnica cinematogràfica consistent en combinar un zoom marxa enrere amb un travelling (desplaçament) cap endavant, o a la inversa, un zoom cap endavant amb un travelling cap enrere. En compensar els dos efectes, l'objecte principal manté la mateixa mida en l'enquadrat, i només canvia la perspectiva amb la qual es veu el fons.
Per exemple, si la càmera s'allunya i simultàniament es retreu el camp de manera que el subjecte o objecte central no canvia de talla aparent.
Òbviament, el procés d'aquesta manera, el pla de fons s'estrenyerà enrere, el que podria crear una sensació de malestar o de vertigen. En efecte, el nostre sistema de visió utilitza a la vegada la perspectiva i la grandària per construir els seus punts de referència, i aquesta distorsió entre una grandària inalterada i una perspectiva que evoluciona certament és desestabilitzant.
És a dir, es tracta de combinar un canvi en la distància focal de l'objectiu a la vegada que es desplaça la càmera en el seu eix òptic.
Aquestes dues accions s'ajusten o sincronitzen perquè el motiu del primer pla mantingui una mida aproximadament constant en l'enquadrament durant l'efecte. L'efecte té com a conseqüència, un canvi aparent de la distància entre el primer pla i el fons. Aquest efecte també és anomenat: Zoom Compensat, contra-zoom, trans-tav o Zoom de Hitchcock.

## Història
Malgrat es tendeix a atribuir a Hitchcock la ideació del dolly zoom, això no és del tot correcte, ja que Akira Kurosawa utilitzà aquest recurs l'any 1949 (gairebé deu anys abans que Hitchcock) al seu film Nora inu, durant la reunió cara a cara del detectiu i l'assassí a l'estació de tren.
Alfred Hitchcock, qui volia utilitzar el dolly zoom des del rodatge de Rebecca (a l'escena en què Joan Fontaine es desmaia), acabà donant amb la tècnica mentre treballava en la pel·lícula Vértigo (1958) amb Irmin Roberts, el seu càmera. En principi, s'esperava que filmar l'efecte costés uns cinquanta mil dòlars a causa de les complexitats tècniques que implicava manipular la càmera verticalment de la manera desitjada. Al final, però, el travelling-zoom fou rodat utilitzant una maqueta horitzontal, la qual cosa reduí el seu cost a dinou mil dòlars. Hitchcock el feu servir en diverses ocasions, tant en la mateixa pel·lícula com en altres, com són Psicosi, del 1960 i Marnie, del 1964.
Un dels primers directors a copiar aquesta tècnica va ser el francès François Truffaut, admirador de l'obra de Hitchcock, que el feu servir a pel·lícules com Jules et Jim (1962) i Fahrenheit 451, del 1966.
Tot i així, aquesta tècnica veritablement es democratitzà després de fer-se servir al film de Steven Spielberg Jaws (1975), en un pla que esdevindria icònic: a reacció de Martin Brody (Roy Scheider) a un atac del tauró. No ha estat l'últim cop que Spielberg ha utilitzat l'efecte dolly zoom; aquest ha aparegut de nou a pel·lícules posteriors, entre les quals es troben E.T., l'extraterrestre (1982) i Indiana Jones i l'última croada, al 1989.
D'altra banda, Hitchcock també influencià altres grans cineastes, com són Martin Scorsese, François Truffaut, Tobe Hooper, Brian de Palma i Peter Jackson.
Scorsese l'ha emprat a dues pel·lícules de la seva filmografia, Toro salvatge (1980) i Goodfellas (1990), en una escena de tensió i alt risc per als personatges de Robert De Niro i Ray Liotta, mentre Tobe Hooper l'ha fet servir a Poltersgeist (1982), cap al final del film, quan Diane Freeling (JoBeth Williams) veu com el passadís que dirigeix a la cambra dels seus fills s'allarga fins a l'infinit.
Apropant-nos una mica més a l'actualitat, Peter Jackson inclou el Dolly Zoom al primer film de la trilogía: El Senyor dels Anells: La Germandat de l'Anell, al 2001.
Aquests seran els principals causants de l'evolució i democratització del Dolly Zoom al cinema.

## Òptica
En la majoria dels casos, es pot assumir que l'espai d'imatge i l'espai d'objecte existeixen en el mateix medi. Així, per un objecte enfocat, la distància entre la lent i el pla d'imatge {\displaystyle s_{\text{i}}}, la distància entre la lent i l'objecte {\displaystyle s_{\text{o}}}, i la longitud focal {\displaystyle f} estan relacionades per
{\displaystyle {1 \over s_{i}}+{1 \over s_{o}}={1 \over f}.}
Llavors la magnificació transversal és
{\displaystyle M={s_{\text{i}} \over s_{\text{o}}}={f \over (s_{\text{o}}-f)}.}
La magnificació axial {\displaystyle M_{\text{ax}}} d'un objecte a {\displaystyle s_{\text{o}}} és l'índex de canvi de la distància entre la lent i la imatge {\displaystyle s_{\text{i}}} a mesura que la distància entre l'objecte i la lent {\displaystyle s_{\text{o}}} varia. Per un objecte de profunditat finita, un pot entendre la mitjana de magnificació axial com la proporció entre la profunditat de la imatge i la profunditat de l'objecte:
{\displaystyle M_{\text{ax}}=\left|{d \over d(s_{\text{o}})}{s_{\text{i}} \over s_{\text{o}}}\right|=\left|{d \over d(s_{\text{o}})}{f \over (s_{\text{o}}-f)}\right|=\left|{-f \over (s_{\text{o}}-f)^{2}}\right|={M^{2} \over f}.}
Un pot veure que si la magnificació es manté constant, una lent focal més llarga o propera al teleobjectiu es tradueix en una magnificació axial menor, i una longitud focal més curta o propera al gran angular comporta una magnificació axial major.
Per tant, quan s'ajusta progressivament una longitud focal més llarga o propera a la posició de teleobjectiu mentre la càmera/lent s'allunya de l'objecte mantenint en tot moment la mateixa magnificació M, els objectes semblen perdre profunditat, i les distàncies axials entre objectes en diferents profunditats semblen escurçar-se. El contrari—l'augment de la magnificació axial—es produeix quan s'ajusta progressivament una longitud focal més curta o propera al gran angular mentre la càmera/lent s'acosta a l'objecte. En aquest cas els objectes semblen adquirir més profunditat, i les distàncies axials entre objectes situats diferents profunditats semblen allargar-se a mesura que movem la longitud focal i la càmera/lent.

### Calculant distàncies
Per aconseguir l'efecte, es necessita que la càmera estigui col·locada a una certa distància de l'objecte que s'ha de mantenir quiet durant el dolly zoom. La distància depén de com d'ample és l'escena que volem enregistrar i del camp de vista (FOV) de la lent de càmera. Abans de calcular les distàncies necessàries pels diferents camps de visió, l'amplada constant de l'escena ha de ser calculada:
{\displaystyle {\text{distance}}={\frac {\text{width}}{2\tan \left({\frac {1}{2}}{\text{FOV}}\right)}}.}
Per exemple, un FOV de 90° i una distància de 2 metres es tradueixen en una amplada constant de 4 metres, permetent que un objecte de 4 metres d'amplada es quedi quiet dins l'enquadrament durant l'efecte, mentre l'espai al voltant guanya o perd profunditat, segons si augmentem o disminuïm la magnificació axial.

### Distorsió del motiu central
Tot i l'estaticitat de l'objecte central dins l'enquadrament, aquest pot patir distorsions òptiques depenent de la seva forma. Si, per exemple, el motiu que resta immòbil durant el Dolly Zoom és una persona, els seus trets facials patiran una certa distorsió, donat que la distància aparent entre els trets a diferent profunditat (nas, ulls, orelles) variarà com a efecte de la compressió o allargament de l'espai, ja que es trobaran a distàncies diferents respecte a la càmera/lent. Si disminuim la magnificació axial el rostre s'aplanarà, mentre que si augmentem la magnificació axial els trets del rostre s'allargaran. Un exemple del segon efecte és l'ús del Dolly zoom a Jaws.

### Dolly zoom sense motiu central
Un Dolly zoom es pot aplicar també sense necessitat d'un motiu central que es mantingui estàtic. Això ens donarà l'efecte de compressió o estirament de l'espai propis de la disminució o augment de la magnificació axial sense un objecte fixe. Aquest efecte comporta una certa sensació de mareig, en no tenir els nostres ulls, com passava en el cas anterior, un punt fixe dins el pla on fixar la vista. Aquest efecte és, per exemple, el que utilitzà Hitchcock a Vertigen.

## Emulació de l'efecte en postproducció[5]
A part de poder realitzar aquesta tècnica com ja s'ha especificat, existeix l'opció d'aconseguir l'efecte en postproducció. Per dur-lo a terme, primer, s'ha de col·locar el personatge al centre de l'enquadrament i realitzar un tràveling cap enrere o endavant. Després es passarà a editar la presa en un programari d'edició específic, en aquest cas s'explica com editar-ho a partir del programa After Effects.
Un cop s'ha col·locat la presa en la línia de temps de la interfície del programa, caldrà cercar els punts en aquesta en què s'inicia i s'acaba el moviment realitzat amb la càmera, que serà on s'editarà la presa. Si quan aquesta es rodava el tràveling s'ha realitzat cap endavant, s'ha de reduir la grandària de la imatge usant fotogrames clau o keyframes per controlar la grandària i la velocitat al mateix temps, ja que la bona combinació de tots dos serà la que creï l'efecte d'allunyament. D'aquesta forma, el subjecte es mourà lentament des d'un quadre intermedi, per la qual cosa és preferible utilitzar una quadricula de regla dels terços per mantenir-ho al centre mitjançant l'automatització simple de fotogrames clau mentre s'ajusta la posició de la imatge simultàniament.
Existeixen certes limitacions en aquesta tècnica. Per exemple, és molt recomanable que es realitzi la presa amb el subjecte al centre del quadre, ja que la imatge general haurà de ser molt retallada per crear l'efecte. A més, s'ha d'utilitzar una càmera capaç d'enregistrar videos en una resolució mínima de 3K per poder produir l'efecte sense que aparegui massa gra o soroll a la imatge, obtenint una resolució de 1080p com a format de lliurament final, fins i tot si s'ha gravat en 4K. Amb aquesta tècnica es podran obtenir resultats decents, i encara que aquests no seran d'una qualitat al nivell de l'efecte pràctic en si, aquest mètode resulta útil per a produccions amb limitacions.

## Exemples
- Vertigen (D'entre els morts), Alfred Hitchcock (1958)
- Jules et Jim, François Truffaut (1962)
- Marnie, Alfred Hitchcock (1964)
- Jaws, Steven Spielberg (1975)
- Toro Salvatge, Martin Scorsese (1980)
- E.T., l'extraterrestre, Steven Spielberg (1982)
- Poltergeist, Tobe Hooper (1982)
- Scarface, Brian De Palma (1983)
- Els caçafantasmes, Ivan Reitman (1984)
- Un dels nostres, Martin Scorsese (1990)
- Quiz Show, Robert Redford (1994)
- Pulp Fiction, Quentin Tarantino (1994)
- Ràpida i mortal, Sam Raimi (1995)
- Apollo 13, Ron Howard (1995)
- La Haine, Mathieu Kassovitz (1995)
- Event Horizon, Paul W. S. Anderson (1997)
- Spy Game, Tony Scott (2001)
- El Senyor dels Anells: La Germandat de l'Anell, Peter Jackson (2001)
- Road to Perdition, Sam Mendes (2002)
- Shaun of the Dead, Edgar Wright (2004)
- Brick, Rian Johnson (2005)
- The Descent, Neil Marshall (2005)